# Mia Hays
Mia Hays (* 11. August 2004 in Santa Monica, Kalifornien) ist ein US-amerikanisches Model und eine Schauspielerin. Als Kinderdarstellerin ist sie vor allem durch ihre Rolle der Amy Gardener in der Fernsehserie Eastwick bekannt.

## Leben und Karriere
Hays wurde im Sommer 2004 in Santa Monica im US-Bundesstaat Kalifornien geboren und startete noch früh als Kindermodel in der Werbebranche. Dabei wurde sie fast ausschließlich in Printkampagnen eingesetzt, darunter für Kampagnen von großen international bekannten Marken und Unternehmen. Neben zahlreichen Engagements für Disney, Mattel oder Ralph Lauren Chaps wurde sie auch für Kampagnen großer Konzerne mit Sitz in Deutschland gebucht, wobei sie unter anderem für Tom Tailor oder Aldi Süd vor der Kamera stand. Nebenbei kam Hays vereinzelt auch in Werbespots zum Einsatz, darunter unter anderem in verschiedenen Kampagnen für J. C. Penney oder in Werbefilmen für Little Tikes (MGA), Walgreens oder den Nissan Pathfinder. Ihre Karriere als Schauspielerin in Film und Fernsehen begann im Jahre 2009, als sie im Pilot der nur kurzlebigen Fantasy-Serie Eastwick eingesetzt wurde. In insgesamt sechs Episoden sah man sie in der Rolle der Amy Gardener, einem der Kinder von Katherine „Kat“ Gardener (gespielt von Jaime Ray Newman) und Raymond Gardener (Jon Bernthal).
In den nachfolgenden zwei Jahren wurde Hays auch in zwei Kurzfilmen eingesetzt; zum einen in dem 20-minütigen Drama Jay, welcher von einem schwangeren Teenager handelt, die an ihrem 18. Geburtstag existentielle Entscheidungen treffen muss. Zum anderen spielte sie auch im 2011 veröffentlichten und mehrfach ausgezeichneten Kurzfilm Timeless mit, wo sie eine jüngere Version des Hauptcharakters, gespielt von Melanie Marden, darstellte. Ein Jahr später sah man Hays erneut in einer wiederkehrenden Rolle; in der letzten Episode der zwölften Staffel sowie der darauf anschließenden ersten Episode der 13. Staffel spielt sie die entführte Enkeltochter von D.B. Russell (Ted Danson).
Im Jahr 2012 wurde ein rund 60-minütiger Pilot zu einer Serie mit dem Namen Pyro von Busted Knuckle Productions in Auftrag gegeben, bei dem Mia Hays in der Rolle der Isabella mitwirkte. Die Dreharbeiten starteten hierfür im August 2012; zu den Hauptcharakteren zählten unter anderem Scott Michael Campbell, Chris Hayes, Jason Gray-Stanford, Kristen Ruhlin, Tess Kartel, Hunter G. Williams oder Olivia Prado-Martinez. Bisher (Stand: Februar 2014) wurden der Pilot noch nicht ausgestrahlt, auch eine Bestellung der Serie blieb bisher aus. Außerdem wurde die junge Schauspielerin im Jahre 2012 in der schwarzen Komödie Worried Minds, der die Alzheimer-Krankheit thematisiert, eingesetzt. Im Film des Israeli Yair Shvartz ist sie als Tochter des Hauptcharakters zu sehen.

## Filmografie
Filmauftritte (auch Kurzauftritte)
- 2010: Jay (Kurzfilm)
- 2011: Timeless (Kurzfilm)
- 2012: Worried Minds

Serienauftritte (auch Gast- und Kurzauftritte)
- 2009: Eastwick (6 Episoden)
- 2012: CSI: Den Tätern auf der Spur (2 Episoden)

## Modelarbeiten (Auswahl)
Printkampagnen
| The Children’s Place | Stride Rite                     |
| Fisher-Price         | Ralph Lauren Chaps              |
| Garnet Hill          | Disney                          |
| Carter’s, Inc.       | Disguise                        |
| Hudson’s             | GGP Platinum                    |
| Pup-Peroni           | Mattel                          |
| Mash Jeans           | Tom Tailor                      |
| Bean Pole            | Belle Ame                       |
| Mumsense             | Little Society                  |
| Stella Cove          | Skechers                        |
| Kmart                | MGA Entertainment (Moxie Girls) |
| Roxy                 | Skylar Clothing                 |
| Crocs                | Target                          |
| Hanna Andersson      | Marriott Hotels & Resorts       |
| Goodwill Industries  | LA Made Clothing                |
| Gossip Girl          | Jakks Pacific                   |
| Aldi Süd             | Nissan Pathfinder               |
| Sony                 |                                 |

Werbespots
| Little Tikes (MGA) | J. C. Penney („Veteran“ + „Christmas“) |
| Walgreens          | Nissan Pathfinder                      |